# جبل برويوي
جبل برويوي هو جبل في سلسلة جبال عباريم في الأردن.  ذروته هي 1,200 م (3,900 قدم) فوق مستوى سطح البحر.  حوالي 8 كـم (5.0 ميل) شمال منطقة البيضا في معان ، وهو من الآثار النبطية القديمة المعروفة أيضًا باسم البتراء الصغيرة و 11 كـم (6.8 ميل) جنوب غرب الشوبك .